# Tortyra slossonia
Tortyra slossonia là một loài bướm đêm thuộc họ Choreutidae. Nó được tìm thấy ở Florida.
Sải cánh dài khoảng 13 mm.
Nó được đặt tên theo Annie Trumbull Slosson.